# Yeoryía Koklóni
Yeoryìa (of Georgia) Koklóni (Grieks: Γεωργία Κοκλώνη) (Athene, 7 mei 1981) is een Griekse sprintster, die gespecialiseerd is in de 100 m en de 60 m indoor. Ze nam eenmaal deel aan de Olympische Spelen, maar won hierbij geen medailles.

## Biografie
Koklóni nam in 2001 deel aan de Wereldkampioenschappen indooratletiek waarbij ze in de halve finales van de 60 m werd uitgeschakeld. In augustus van datzelfde jaar was Koklóni aanwezig op de Wereldkampioenschappen atletiek 2001. Samen met Effrosíni Patsoú, Ólga Kaidantzí en Ekateríni Thánou eindigde Koklóni zesde op de 4 x 100 m estafette.  In 2002 liep Koklóni op de Europese kampioenschappen indooratletiek naar een bronzen medaille op de 60 m.
Koklóni nam deel aan de Olympische Spelen van 2004 in Athene. Samen met Froso Patsou, Marina Vasarmidou en Maria Karastamati vormde ze de Griekse estafetteploeg op de 4 x 100 m estafette. Het viertal werd reeds in de reeksen uitgeschakeld.
In 2005 deed Koklóni nog beter dan in 2002: op de Europese kampioenschappen indooratletiek behaalde ze een zilveren medaille op de 60 m. Deze finale werd gewonnen door Kim Gevaert.
In 2009 won Koklóni haar eerste grote internationale titel: op de Middellandse Zeespelen liep ze op de 100 m naar een gouden medaille.

## Titels
- Grieks kampioene 100 m – 2006, 2008, 2009, 2010
- Grieks kampioene 60 m indoor – 2002, 2009

## Persoonlijke records
Outdoor
| Afstand | Prestatie | Datum        | Plaats |
| ------- | --------- | ------------ | ------ |
| 100 m   | 11,24 s   | 12 juni 2010 | Patras |

Indoor
| Afstand | Prestatie | Datum        | Plaats |
| ------- | --------- | ------------ | ------ |
| 60 m    | 7,14 s    | 4 maart 2005 | Madrid |

## Palmares

### 60 m
- 2002:  EK indoor  - 7,22 s
- 2005:  EK indoor  - 7,18 s

### 100 m
- 2006: 6e World Cup – 11,40 s
- 2009:  Middellandse Zeespelen – 11,41 s
- 2010: 7e EK – 11,36 s

### 4 x 100 m estafette
- 2001: 6e WK – 43,25 s